# Lyby
Lyby är  kyrkby i Lyby socken och en småort i Hörby kommun i Skåne län som är belägen mellan Löberöd och Hörby. 
Lyby kyrka kallas även Sankt Annas kyrka.
Lyby säteri ligger i byns utkant.

## Personer från orten
- Lennart Kjellgren, (född 1922), författare och vissångare.
- Lasse i Lyby, (1815-1899), spelman